# Nikolaj Valuev
Nikolaj Sergeevič Valuev (in russo Николай Сергеевич Валуев?; Leningrado, 21 agosto 1973) è un ex pugile russo.

## Biografia
Soprannominato "Gigante russo" in virtù della notevole statura — caratteristica che ne instaurò peraltro un paragone con Primo Carnera — praticò anche la pallacanestro e il lancio del disco prima di dedicarsi alla boxe.
Apparso in un cameo del film 7 Zwerge - Der Wald ist nicht genug (versione tedesca dei Sette Nani), ha inoltre interpretato un ex pugile colpito da amnesia in Stonehead nel 2008. Sposato dal 2000 con Galina, è padre di Grisha e Irina Valuev.

## Carriera
Professionista dal 1993, il 22 gennaio 1999 conquistò a danno del connazionale Aleksei Osokin il titolo russo dei massimi: aggiudicatosi anche la cintura panasiatica nel 2000, il 9 ottobre 2004 inflisse un knock-out tecnico a Paolo Vidoz facendo suo l'intercontinentale messo in palio dalla WBA. Il 17 dicembre 2005 prevalse infine su John Ruiz, con un verdetto maggioritario che gli consegnò il riconoscimento mondiale della WBA.

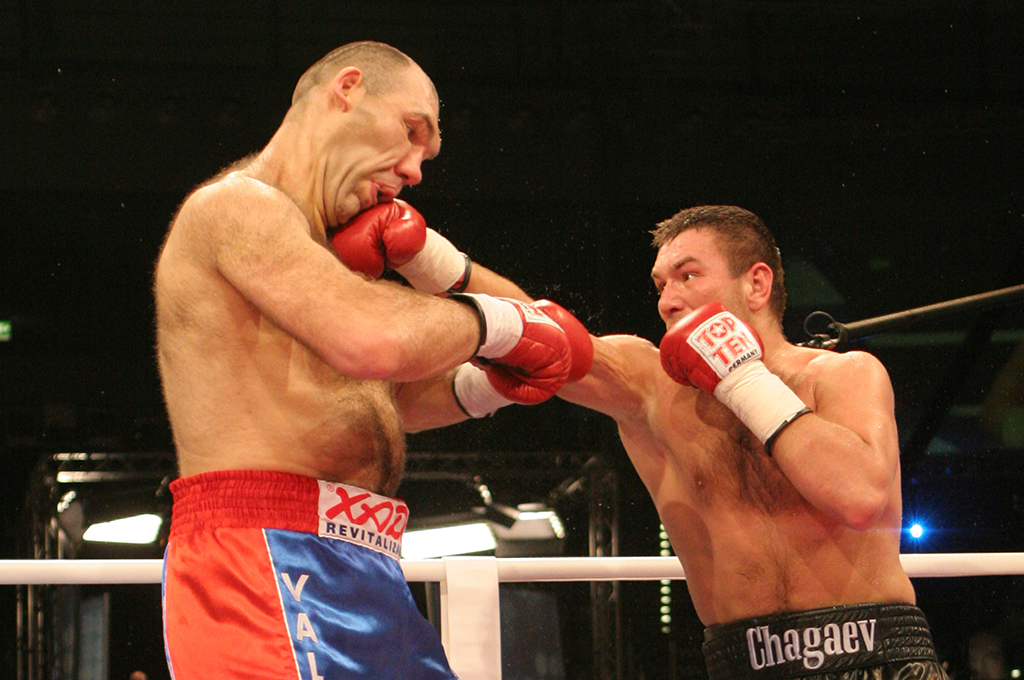
La prima sconfitta di Valuev, avvenuta a Stoccarda contro Chagayev il 14 aprile 2007.

Dopo che una triplice difesa ne ebbe portato il record a 46 vittorie consecutive senza battute d'arresto, il 14 aprile 2007 fu sconfitto ai punti e detronizzato da Ruslan Chagayev. Aggiunto al proprio palmarès il titolo nordamericano imponendosi su Jean François Bergeron il 29 settembre 2007, il 30 agosto 2008 si reimpossessò del titolo WBA (frattanto rimasto vacante) sempre contro Ruiz.
Respinto l'assalto del quarantaseienne Evander Holyfield il successivo 20 dicembre, il 7 novembre 2009 venne spodestato da David Haye. Contrariato dal verdetto che aveva assegnato il trionfo all'inglese, Valuev comunicò il ritiro dalle scene nell'agosto 2010, complice anche un intervento chirurgico subìto al polso.

## Risultati nel pugilato
| N. | Risultato | Record   | Avversario             | Tipo | Round, tempo  | Data              | Località                                         | Note                                                                        |
| -- | --------- | -------- | ---------------------- | ---- | ------------- | ----------------- | ------------------------------------------------ | --------------------------------------------------------------------------- |
| 53 | Sconfitta | 50–2 (1) | David Haye             | MD   | 12            | 7 novembre 2009   | Nuremberg Arena, Norimberga, Germania            | Perde titolo WBA dei pesi massimi                                           |
| 52 | Vittoria  | 50–1 (1) | Evander Holyfield      | MD   | 12            | 20 dicembre 2008  | Hallenstadion, Zurigo, Svizzera                  | Difende titolo WBA dei pesi massimi                                         |
| 51 | Vittoria  | 49–1 (1) | John Ruiz              | UD   | 12            | 30 agosto 2008    | Max-Schmeling-Halle, Berlino, Germania           | Vince titolo WBA dei pesi massimi                                           |
| 50 | Vittoria  | 48–1 (1) | Siarhei Liakhovich     | UD   | 12            | 16 febbraio 2008  | Nuremberg Arena, Norimberga, Germania            |                                                                             |
| 49 | Vittoria  | 47–1 (1) | Jean Francois Bergeron | UD   | 12            | 29 settembre 2007 | Small EWE Arena, Oldenburg, Germania             | Vince titolo WBA–NABA dei pesi massimi                                      |
| 48 | Sconfitta | 46–1 (1) | Ruslan Chagayev        | MD   | 12            | 14 aprile 2007    | Porsche-Arena, Stoccarda, Germania               | Perde il titolo WBA dei pesi massimi                                        |
| 47 | Vittoria  | 46–0 (1) | Jameel McCline         | RTD  | 3 (12), 3:00  | 20 gennaio 2007   | St. Jakobshalle, Basilea, Svizzera               | Mantiene titolo WBA dei pesi massimi                                        |
| 46 | Vittoria  | 45–0 (1) | Monte Barrett          | TKO  | 11 (12), 2:12 | 7 ottobre 2006    | Allstate Arena, Rosemont, Illinois, USA          | Mantiene titolo WBA dei pesi massimi                                        |
| 45 | Vittoria  | 44–0 (1) | Owen Beck              | TKO  | 3 (12), 2:44  | 3 giugno 2006     | TUI Arena, Hannover, Germania                    | Mantiene titolo WBA dei pesi massimi                                        |
| 44 | Vittoria  | 43–0 (1) | John Ruiz              | MD   | 12            | 17 dicembre 2005  | Max-Schmeling-Halle, Berlino, Germania           | Vince titolo WBA dei pesi massimi                                           |
| 43 | Vittoria  | 42–0 (1) | Larry Donald           | MD   | 12            | 1º ottobre 2005   | Small EWE Arena, Oldenburg, Germania             | Mantiene titolo WBA Inter-Continental dei pesi massimi                      |
| 42 | Vittoria  | 41–0 (1) | Clifford Etienne       | KO   | 3 (12)        | 14 maggio 2005    | Oberfrankenhalle, Bayreuth, Germania             | Mantiene titolo WBA Inter-Continental dei pesi massimi                      |
| 41 | Vittoria  | 40–0 (1) | Attila Levin           | TKO  | 3 (12), 2:34  | 12 febbraio 2005  | Max-Schmeling-Halle, Berlino, Germania           | Mantiene titolo WBA Inter-Continental dei pesi massimi                      |
| 40 | Vittoria  | 39–0 (1) | Gerald Nobles          | DQ   | 4 (12), 0:42  | 20 novembre 2004  | BigBox, Kempten, Germania                        | Mantiene titolo WBA Inter-Continental dei pesi massimi                      |
| 39 | Vittoria  | 38–0 (1) | Paolo Vidoz            | TKO  | 9 (12), 2:33  | 9 ottobre 2004    | Messe, Erfurt, Germania                          | Vince titolo vacante WBA Inter-Continental dei pesi massimi                 |
| 38 | Vittoria  | 37–0 (1) | Richard Igbineghu      | TKO  | 6 (10), 1:50  | 24 luglio 2004    | Brandenburg-Halle, Francoforte, Germania         | Vince titolo vacante WBA Inter-Continental dei pesi massimi ad interim      |
| 37 | Vittoria  | 36–0 (1) | Marcelo Domínguez      | UD   | 8             | 17 aprile 2004    | Max-Schmeling-Halle, Berlino, Germania           |                                                                             |
| 36 | Vittoria  | 35–0 (1) | Dicky Ryan             | TKO  | 1 (10), 2:43  | 28 febbraio 2004  | Mehrzweckhalle, Dresda, Germania                 |                                                                             |
| 35 | Vittoria  | 34–0 (1) | Otis Tisdale           | KO   | 1 (8)         | 4 ottobre 2003    | Stadthalle, Zwickau, Germania                    |                                                                             |
| 34 | Vittoria  | 33–0 (1) | Bob Mirovic            | UD   | 8             | 16 agosto 2003    | Nürburgring, Nürburg, Germania                   |                                                                             |
| 33 | Vittoria  | 32–0 (1) | Vitali Shkraba         | TKO  | 4 (10)        | 18 luglio 2003    | State Circus, Minsk, Bielorussia                 |                                                                             |
| 32 | Vittoria  | 31–0 (1) | Pedro Daniel Franco    | UD   | 12            | 15 marzo 2003     | Yubileyny Sports Palace, San Pietroburgo, Russia | Mantiene titolo PABA dei pesi massimi                                       |
| 31 | Vittoria  | 30–0 (1) | Kostiantyn Pryziuk     | RTD  | 3 (10), 3:00  | 10 ottobre 2002   | Casino Conti Giant Hall, San Pietroburgo, Russia | Mantiene titolo russo dei pesi massimi                                      |
| 30 | Vittoria  | 29–0 (1) | Taras Bidenko          | UD   | 12            | 21 luglio 2002    | Seul, Corea del Sud                              | Mantiene titolo PABA dei pesi massimi                                       |
| 29 | Vittoria  | 28–0 (1) | Yaroslav Zavorotnyi    | TKO  | 3 (10)        | 15 giugno 2002    | Druzhba Arena, Donetsk, Ucraina                  |                                                                             |
| 28 | Vittoria  | 27–0 (1) | Toakipa Tasefa         | UD   | 12            | 28 settembre 2001 | Yubileyny Sports Palace, San Pietroburgo, Russia | Mantiene titolo PABA dei pesi massimi                                       |
| 27 | Vittoria  | 26–0 (1) | George Linberger       | TKO  | 1 (12), 1:20  | 30 giugno 2001    | Etess Arena, Atlantic City, New Jersey, USA      | Vince titolo vacante PABA dei pesi massimi                                  |
| 26 | Vittoria  | 25–0 (1) | Vitali Shkraba         | TKO  | 4 (8)         | 6 marzo 2001      | Arena CSKA, Mosca, Russia                        |                                                                             |
| 25 | Vittoria  | 24–0 (1) | Tone Fiso              | TKO  | 1 (12)        | 29 ottobre 2000   | Yubileyny Sports Palace, San Pietroburgo, Russia | Mantiene titolo PABA dei pesi massimi ad interim                            |
| 24 | Vittoria  | 23–0 (1) | Yuriy Yelistratov      | UD   | 12            | 6 giugno 2000     | Yubileyny Sports Palace, San Pietroburgo, Russia | Vince titolo vacante PABA dei pesi massimi ad interim                       |
| 23 | Vittoria  | 22–0 (1) | Yuri Nikolaev          | TKO  | 2 (6)         | 10 marzo 2000     | Novosibirsk, Russia                              |                                                                             |
| 22 | Vittoria  | 21–0 (1) | Aleksei Varakin        | KO   | 1 (12), 1:30  | 15 dicembre 1999  | State Circus, San Pietroburgo, Russia            | Mantiene titolo russo dei pesi massimi                                      |
| 21 | Vittoria  | 20–0 (1) | James McQueen          | KO   | 1 (6)         | 25 giugno 1999    | Praga, Repubblica Ceca                           |                                                                             |
| 20 | NC        | 19–0 (1) | Andreas Sidon          | NC   | 6             | 7 maggio 1999     | Praga, Repubblica Ceca                           | No contest in quanto l'arbitro abbandona il ring prima della fine del match |
| 19 | Vittoria  | 19–0     | John Tupou             | TKO  | 4 (6), 1:16   | 13 febbraio 1999  | Ariake Colosseum, Tokio, Giappone                |                                                                             |
| 18 | Vittoria  | 18–0     | Aleksei Osokin         | TKO  | 6 (10)        | 22 gennaio 1999   | Casino Conti Giant Hall, San Pietroburgo, Russia | Vince titolo vacante russo dei pesi massimi                                 |
| 17 | Vittoria  | 17–0     | Evgeny Odolsky         | KO   | 1 (6)         | 19 dicembre 1998  | Tundra Bar, San Pietroburgo, Russia              |                                                                             |
| 16 | Vittoria  | 16–0     | James Gaines           | UD   | 6             | 9 giugno 1998     | State Circus, Mosca, Russia                      |                                                                             |
| 15 | Vittoria  | 15–0     | Jim Huffman            | TKO  | 2 (6), 0:37   | 14 marzo 1998     | Stadio Olimpico, Mosca, Russia                   |                                                                             |
| 14 | Vittoria  | 14–0     | Sinclair Babb          | TKO  | 1 (6), 2:50   | 6 dicembre 1997   | Stockland Stadium, Townsville, Australia         |                                                                             |
| 13 | Vittoria  | 13–0     | Alarim Uysal           | TKO  | 2             | 8 novembre 1997   | Ballsporthalle, Francoforte, Germania            |                                                                             |
| 12 | Vittoria  | 12–0     | Kevin Rosier           | KO   | 1             | 27 settembre 1997 | State Circus, Mosca, Russia                      |                                                                             |
| 11 | Vittoria  | 11–0     | Aug Tanuvasa           | TKO  | 1 (6), 2:44   | 21 agosto 1997    | Bankstown RSL Club, Sydney, Australia            |                                                                             |
| 10 | Vittoria  | 10–0     | Rodney Harris          | PTS  | 4             | 26 luglio 1997    | Yokohama Arena, Yokohama, Giappone               |                                                                             |
| 9  | Vittoria  | 9–0      | Terrell Nelson         | TKO  | 2 (4), 1:26   | 31 maggio 1997    | Etess Arena, Atlantic City, New Jersey, USA      |                                                                             |
| 8  | Vittoria  | 8–0      | Manao Navuilawa        | TKO  | 1 (4), 1:24   | 9 maggio 1997     | Bankstown Sports Club, Sydney, Australia         |                                                                             |
| 7  | Vittoria  | 7–0      | Patrick Slade          | TKO  | 1 (4), 1:59   | 21 marzo 1997     | Parramatta RSL Club, Sydney, Australia           |                                                                             |
| 6  | Vittoria  | 6–0      | Darren Fearn           | RTD  | 1 (6), 3:00   | 26 novembre 1996  | York Hall, Londra, Inghilterra                   |                                                                             |
| 5  | Vittoria  | 5–0      | Neil Kirkwood          | TKO  | 2 (4)         | 8 ottobre 1996    | Battersea Town Hall, Londra, Inghilterra         |                                                                             |
| 4  | Vittoria  | 4–0      | Sergei Anikeev         | KO   | 2 (4)         | 16 febbraio 1995  | State Circus, San Pietroburgo, Russia            |                                                                             |
| 3  | Vittoria  | 3–0      | Aleksei Tsygankov      | KO   | 3 (4)         | 15 aprile 1994    | State Circus, San Pietroburgo, Russia            |                                                                             |
| 2  | Vittoria  | 2–0      | Aleksandr Vasiliev     | PTS  | 4             | 22 febbraio 1994  | State Circus, San Pietroburgo, Russia            |                                                                             |
| 1  | Vittoria  | 1–0      | John Morton            | TKO  | 2 (4)         | 15 ottobre 1993   | Sporthalle, Schöneberg, Germania                 |                                                                             |